# Get Dancin'
Get Dancin is een nummer geschreven door Bob Crewe en Kenny Nolan en uitgevoerd door Disco-Tex en de Sex-O-Lettes, onder leiding van Monti Rock III. Het nummer werd geproduceerd door Bob Crewe en gearrangeerd door Bruce Miller. Het nummer stond op hun album Disco Tex & His Sex-O-Lettes Review uit 1975.
Het bereikte de nummer 1 in de Amerikaanse discohitlijst, 3 in de Amerikaanse dancehitlijst, 8 in de Britse singlehitlijst, 8 in Canada, 10 in de Billboard Hot 100, 19 in Australië, en 32 in de Amerikaanse R&B-hitlijst in 1974. De single stond op nummer 100 in Billboard's Year-End Hot 100 singles van 1975.
Monti Rock III, die zichzelf Disco Tex noemt, vertelt het publiek dat ze, ondanks alle problemen in de wereld, moeten dansen en genieten. Aan het einde van het nummer bedankt hij het publiek voor hun applaus. Het lijkt erop dat ze willen dat hij een toegift doet. Aanvankelijk protesteert hij. "Ik ben moe, ik kan het niet, ik ben uitgeput", zegt hij tegen het publiek, eraan toevoegend dat zijn pruik nat is van het zweet. Maar ze blijven zingen en hij begint het nummer opnieuw.
De single (die in wezen deel 1 is) duurt 3.20 minuten en verdwijnt na de woorden "Mijn chiffon is nat, schat". De complete versie (deel 1 en 2) duurt 7.15 minuten.